# Diskografie Sunrise Avenue
Toto je seznam vydané diskografie finské rockové skupiny Sunrise Avenue.

## Alba

### Studiová alba
| Rok  | Název                    | Umístění v hitparádách | Umístění v hitparádách | Umístění v hitparádách | Umístění v hitparádách | Umístění v hitparádách | Umístění v hitparádách | Umístění v hitparádách | Certifikace                                                                             |
| Rok  | Název                    | FIN                    | AUT                    | GER                    | GRE                    | IT                     | SWE                    | SWI                    | Certifikace                                                                             |
| ---- | ------------------------ | ---------------------- | ---------------------- | ---------------------- | ---------------------- | ---------------------- | ---------------------- | ---------------------- | --------------------------------------------------------------------------------------- |
| 2006 | On the Way to Wonderland | 2                      | 5                      | 12                     | 1                      | 69                     | 10                     | 15                     | - Finsko: Platinum - Rakousko: Gold - Německo: Platinum - Řecko: Gold - Švýcarsko: Gold |
| 2009 | Popgasm                  | 5                      | 13                     | 16                     | —                      | —                      | —                      | 7                      | - Finsko: Gold                                                                          |
| 2011 | Out of Style             | 2                      | 6                      | 6                      | —                      | —                      | —                      | 8                      | - Finsko: Gold - Německo: 3× Gold                                                       |
| 2013 | Unholy Ground            | 10                     | 4                      | 3                      | —                      | —                      | —                      | 4                      | - Rakousko: Gold - Německo: 3× Gold                                                     |
| 2017 | Heartbreak Century       | 4                      | 2                      | 1                      | —                      | —                      | —                      | 2                      | - Rakousko: Gold - Německo: Gold                                                        |

### Koncertní alba
| Rok  | Název                                                                                      | Umístění v hitparádách | Umístění v hitparádách | Umístění v hitparádách | Umístění v hitparádách | Umístění v hitparádách | Umístění v hitparádách | Certifikace |
| Rok  | Název                                                                                      | FIN                    | AUT                    | GER                    | GRE                    | SWE                    | SWI                    | Certifikace |
| ---- | ------------------------------------------------------------------------------------------ | ---------------------- | ---------------------- | ---------------------- | ---------------------- | ---------------------- | ---------------------- | ----------- |
| 2010 | Acoustic Tour 2010                                                                         | 5                      | —                      | —                      | —                      | —                      | —                      |             |
| 2012 | Out of Style - Live Edition                                                                | —                      | 39                     | —                      | —                      | —                      | —                      |             |
| 2015 | Fairytales: Best of 2006–2014 Sunrise Avenue feat. 21st Century Orchestra                  | —                      | —                      | —                      | —                      | —                      | —                      |             |
| 2015 | Fairytales: Best of 2006–2014 - The Highlights Sunrise Avenue feat. 21st Century Orchestra | —                      | —                      | —                      | —                      | —                      | —                      |             |
| 2021 | Live with Wonderland Orchestra                                                             |                        |                        |                        |                        |                        |                        |             |

### Kompilační alba
| Rok  | Název                         | Umístění v hitparádách | Umístění v hitparádách | Umístění v hitparádách | Umístění v hitparádách | Umístění v hitparádách | Umístění v hitparádách | Certifickace                                                  |
| Rok  | Název                         | FIN                    | AUT                    | GER                    | GRE                    | SWE                    | SWI                    | Certifickace                                                  |
| ---- | ----------------------------- | ---------------------- | ---------------------- | ---------------------- | ---------------------- | ---------------------- | ---------------------- | ------------------------------------------------------------- |
| 2014 | Fairytales: Best of 2006–2014 | 12                     | 4                      | 1                      | —                      | —                      | 1                      | - Rakousko: Platinum - Německo: 2× Platinum - Švýcarsko: Gold |

### EPs
| Rok  | Název                                  |
| ---- | -------------------------------------- |
| 2008 | iTunes Live: Berlin Festival           |
| 2009 | Happiness (Samu Haber, Jukka Backlund) |

## Singly
| Rok  | Název (hudba/slova) | Album                                              | Umístění v hitparádách | Umístění v hitparádách | Umístění v hitparádách | Umístění v hitparádách | Umístění v hitparádách | Umístění v hitparádách | Umístění v hitparádách | Umístění v hitparádách | Umístění v hitparádách | Umístění v hitparádách | Umístění v hitparádách | Umístění v hitparádách | Umístění v hitparádách | Certifikace         |
| Rok  | Název (hudba/slova) | Album                                              | FIN                    | AUT                    | BEL                    | BUL                    | GER                    | SWE                    | SWI                    | GRE                    | LAT                    | SK                     | POL                    | RUS                    | ROU                    | Certifikace         |
| ---- | --- | -------------------------------------------------- | ---------------------- | ---------------------- | ---------------------- | ---------------------- | ---------------------- | ---------------------- | ---------------------- | ---------------------- | ---------------------- | ---------------------- | ---------------------- | ---------------------- | ---------------------- | ------------------- |
| 2006 | "All Because of You" (Michael Blair, Samu Haber)                                                                                           | On the Way to Wonderland                           | 11                     | —                      | —                      | —                      | —                      | —                      | —                      | —                      | —                      | —                      | —                      | —                      | —                      |                     |
| 2006 | "Romeo" (Samu Haber) | On the Way to Wonderland                           | 4                      | —                      | —                      | —                      | —                      | —                      | —                      | 3                      | 1                      | 1                      | —                      | —                      | —                      |                     |
| 2006 | "Fairytale Gone Bad" (Samu Haber, Jukka Backlund)                                                                                          | On the Way to Wonderland                           | 2                      | 3                      | 12                     | 2                      | 3                      | 10                     | 2                      | 8                      | 9                      | 1                      | 1                      | 1                      | 1                      | - Německo: Platinum |
| 2007 | "Forever Yours" (Samu Haber) | On the Way to Wonderland                           | —                      | 42                     | —                      | 27                     | 35                     | —                      | 82                     | 10                     | 4                      | 1                      | 19                     | 11                     | 4                      |                     |
| 2007 | "Diamonds" (Samu Haber, Jukka Backlund) | On the Way to Wonderland                           | 14                     | —                      | —                      | —                      | —                      | —                      | —                      | —                      | —                      | —                      | —                      | —                      | —                      |                     |
| 2007 | "Heal Me" (Samu Haber, Jukka Backlund) | On the Way to Wonderland                           | 16                     | —                      | —                      | —                      | 58                     | 28                     | —                      | —                      | 38                     | 28                     | —                      | —                      | —                      |                     |
| 2008 | "Choose to Be Me" (Samu Haber) | On the Way to Wonderland                           | —                      | 50                     | —                      | —                      | 24                     | —                      | —                      | —                      | —                      | —                      | —                      | —                      | —                      |                     |
| 2009 | "The Whole Story" (Samu Haber, Nikey Olovson, Robin Lynch)                                                                                 | Popgasm                                            | 14                     | 36                     | —                      | —                      | 26                     | 17                     | 82                     | —                      | —                      | 25                     | —                      | 77                     | —                      |                     |
| 2009 | "Not Again" (Samu Haber, Jukka Backlund)                                                                                                   | Popgasm                                            | —                      | —                      | —                      | —                      | —                      | —                      | —                      | —                      | —                      | —                      | —                      | —                      | —                      |                     |
| 2009 | "Welcome to My Life" (Samu Haber, Jukka Backlund)                                                                                          | Popgasm                                            | —                      | —                      | —                      | —                      | 35                     | —                      | —                      | —                      | —                      | —                      | —                      | —                      | —                      |                     |
| 2011 | "Hollywood Hills" (Samu Haber) | Out of Style                                       | 2                      | 3                      | 15                     | —                      | 3                      | 24                     | 3                      | —                      | 3                      | 41                     | 2                      | —                      | —                      | - Německo: 3× Gold  |
| 2011 | "I Don't Dance" (Samu Haber, Jukka Immonen)                                                                                                | Out of Style                                       | —                      | 23                     | 80                     | —                      | 33                     | —                      | —                      | —                      | 28                     | —                      | —                      | —                      | —                      |                     |
| 2011 | "Somebody Help Me" (Samu Haber, Jukka Backlund)                                                                                            | Out of Style                                       | —                      | 49                     | 77                     | —                      | —                      | —                      | —                      | —                      | —                      | —                      | —                      | —                      | —                      |                     |
| 2012 | "Damn Silence" (Samu Haber, Jukka Backlund, Riku Rajamaa)                                                                                  | Out of Style                                       | —                      | —                      | —                      | —                      | —                      | —                      | —                      | —                      | —                      | —                      | —                      | —                      | —                      |                     |
| 2013 | "Lifesaver" (Teemu Brunila, Sharon Vaughn, Samu Haber, Jukka Immonen, Jakke Erixson, Karl-Ola Kjell- holm, John Hårleman, Pontus Karlsson) | Unholy Ground                                      | —                      | 10                     | 59                     | —                      | 9                      | —                      | 12                     | —                      | —                      | 29                     | —                      | —                      | —                      | - Německo: Gold     |
| 2014 | "Little Bit Love" (Samu Haber, Jukka Immonen)                                                                                              | Unholy Ground                                      | —                      | —                      | —                      | —                      | 80                     | —                      | —                      | —                      | —                      | —                      | —                      | —                      | —                      |                     |
| 2014 | "You Can Never Be Ready" (Samu Haber, Jakke Erixson, Karl-Ola Kjellholm)                                                                   | Fairytales – Best of 2006–2014                     | —                      | 54                     | —                      | —                      | 30                     | —                      | 29                     | —                      | —                      | —                      | —                      | —                      | —                      |                     |
| 2014 | "Nothing Is Over" | Fairytales – Best of 2006–2014                     | —                      | 22                     | —                      | —                      | 16                     | —                      | 20                     | —                      | —                      | —                      | —                      | —                      | —                      |                     |
| 2016 | "Prisoner in Paradise" | Fairytales – Best of 2006–2014 (Ten Years Edition) | —                      | —                      | —                      | —                      | 89                     | —                      | —                      | —                      | —                      | —                      | —                      | —                      | —                      |                     |
| 2017 | "I Help You Hate Me" | Heartbreak Century                                 | —                      | 18                     | —                      | —                      | 32                     | —                      | 16                     | —                      | —                      | —                      | —                      | —                      | —                      |                     |
| 2017 | "Heartbreak Century" | Heartbreak Century                                 | —                      | —                      | —                      | —                      | —                      | —                      | 54                     | —                      | —                      | —                      | —                      | —                      | —                      |                     |
| 2018 | "Dreamer" | Heartbreak Century (Deluxe Gold Edition)           | —                      | —                      | —                      | —                      | 96                     | —                      | 32                     | —                      | —                      | —                      | —                      | —                      | —                      |                     |
| 2019 | "Iron Sky" | Iron Sky Movie Soundtrack                          | —                      | —                      | —                      | —                      | —                      | —                      | —                      | —                      | —                      | —                      | —                      | —                      | —                      |                     |
| 2019 | "Thank You for Everything" | Singl bez alb                                      | —                      | —                      | —                      | —                      | —                      | —                      | 68                     | —                      | —                      | —                      | —                      | —                      | —                      |                     |

### Promo singly
- "Forever Yours" (2007, Finsko)
- "Birds and Bees" (2009) (Samu Haber, Aku Sinivalo, Jukka Backlund)

## Videa

### Videoklipy
| Rok  | Název                      |
| ---- | -------------------------- |
| 2006 | "Romeo"                    |
| 2006 | "Fairytale Gone Bad"       |
| 2007 | "Forever Yours"            |
| 2007 | "Diamonds"                 |
| 2007 | "Heal Me"                  |
| 2008 | "Choose to Be Me"          |
| 2009 | "The Whole Story"          |
| 2009 | "Welcome to My Life"       |
| 2009 | "Not Again"                |
| 2009 | "Birds and Bees"           |
| 2011 | "Hollywood Hills"          |
| 2011 | "I Don't Dance"            |
| 2011 | "Somebody Help Me"         |
| 2012 | "Damn Silence"             |
| 2013 | "Lifesaver"                |
| 2019 | "Thank You For Everything" |

### Video alba
- Live in Wonderland (2007)
- Out of Style - Live Edition (2012)